# 社会主义劳动英雄 (捷克斯洛伐克)
社会主义劳动英雄（捷克語：Hrdina socialistické práce）是捷克斯洛伐克社会主义共和国的最高荣誉之一。

## 历史
“社会主义劳动英雄”荣誉称号是由1959年5月20日第34/1959号法令设立的。该法令于1959年6月18日正式生效。
它授予在经济、政治、社会和文化发展等领域为社会主义捷克斯洛伐克国家做出极大贡献的人士。可以是捷克斯洛伐克公民，也可以是外国公民。尤里·加加林曾获得该称号。
随着天鵝絨革命的爆发，它于1990年10月15日被正式废除。

## 说明与样式
- 在被授予荣誉称号的同时获得金星奖章和克莱门特·哥特瓦尔德勋章。
- 金星奖章为五角星形，材料金质，宽度为29毫米。从五角星中心射出五道光线。金星奖章背面是国名缩写，上部刻有镰刀与锤子图案，下部刻有序列号。丝带底色为红色，宽38毫米，长30毫米。丝带通过吊环与金星奖章相连。
  - 期间因为国号的变更，所以缩写有两种：1960年之前 - ČSR（捷克斯洛伐克共和国）；1960年之后 - ČSSR（捷克斯洛伐克社会主义共和国）

## 获授者
根据历史资料，该荣誉一共授予了302次：
| 年份 | 授予数量 | 年份 | 授予数量 | 年份 | 授予数量 | 年份 | 授予数量 | 年份 | 授予数量 |
| ---- | -------- | ---- | -------- | ---- | -------- | ---- | -------- | ---- | -------- |
| 1960 | 8        | 1966 | 4        | 1972 | 2        | 1978 | 14       | 1984 | 22       |
| 1961 | 4        | 1967 | 1        | 1973 | 8        | 1979 | 16       | 1985 | 24       |
| 1962 | 5        | 1968 | 2        | 1974 | 5        | 1980 | 17       | 1986 | 15       |
| 1963 | 3        | 1969 | 1        | 1975 | 12       | 1981 | 19       | 1987 | 14       |
| 1964 | 1        | 1970 | 0        | 1976 | 12       | 1982 | 18       | 1988 | 16       |
| 1965 | 3        | 1971 | 1        | 1977 | 17       | 1983 | 18       | 1989 | 20       |